# مملكة ليتوانيا (1918)
مملكة ليتوانيا هي ملكية دستورية استمرت لفترة قصيرة، تأسست في نهايات الحرب العالمية الأولى عندما كانت ليتوانيا تحت احتلال الإمبراطورية الألمانية. أعلن مجلس ليتوانيا استقلال ليتوانيا في 16 فبراير عام 1918، لكن المجلس لم يتمكن من تشكيل حكومة أو شرطة أو غيرها من مؤسسات الدولة بسبب استمرار وجود القوات الألمانية. قدم الألمان مقترحات مختلفة لدمج ليتوانيا في الإمبراطورية الألمانية، خاصة بروسيا. قاوم الليتوانيون هذه الفكرة وأملوا بالحفاظ على استقلالهم من خلال إنشاء ملكية دستورية منفصلة. وفي 4 يونيو عام 1918، صوتوا لتقديم العرش الليتواني إلى النبيل الألماني فيلهلم، دوق أوراش الثاني. وافق الدوق فيلهلم على ذلك العرض في يوليو عام 1918 وأطلق عليه اسم ميندوغاس الثاني. لكنه لم يزر ليتوانيا أبدًا. وأثار انتخابه جدلًا، وأحدث شرخًا في المجلس، ولم يحقق النتائج المرجوة. عندما كانت ألمانيا تخسر الحرب، وبدأت الثورة الألمانية تجتاحها، علقت ليتوانيا قرارها بدعوة الدوق ويليام في 2 نوفمبر عام 1918، وبذلك أنهت مشروع عهده.

## الخلفية
بعد التقسيم الأخير للكومنولث البولندي الليتواني في عام 1795، ضمت ليتوانيا إلى الإمبراطورية الروسية. وفي عام 1915، خلال الحرب العالمية الأولى، احتلت ألمانيا الأجزاء الغربية من الإمبراطورية الروسية، بما في ذلك ليتوانيا. وبعد الثورة الروسية عام 1917، وضعت ألمانيا تصورًا لاستراتيجية ميتيلوروبا (وسط أوروبا) الجيوسياسية، وهي شبكة إقليمية من الدول الدمى التي من شأنها أن تكون بمثابة منطقة عازلة. سمح الألمان بتنظيم مؤتمر فيلنيوس، على أمل أن يعلن أن الأمة الليتوانية تريد فصل نفسها عن روسيا وإقامة «علاقة أوثق» مع ألمانيا. في سبتمبر عام 1917، انتخب المؤتمر مجلسًا من عشرين عضوًا لليتوانيا وأعطاه سلطة التفاوض بشأن استقلال ليتوانيا مع الألمان. كان الألمان يستعدون للمفاوضات القادمة بشأن معاهدة برست ليتوفسك وسعوا للحصول على تصريح من الليتوانيين بأنهم يريدون «تحالفًا ثابتًا ودائمًا» مع ألمانيا. وتبنى مجلس ليتوانيا تصريحًا من هذا النوع في 11 ديسمبر عام 1917. ومع ذلك، أدت هذه التنازلات إلى تقسيم المجلس ولم تحصل على اعتراف من ألمانيا. لذلك، تبنى المجلس مرسوم استقلال ليتوانيا في 16 فبراير عام 1918. وحذف القانون أي ذكر للتحالف مع ألمانيا وأعلن «إنهاء جميع العلاقات بين الدول التي كانت تربط هذه الدولة سابقًا بأمم أخرى». في 3 مارس عام 1918، وقعت ألمانيا وروسيا البلشفية على معاهدة برست ليتوفسك، التي أعلنت أن دول البلطيق كانت في منطقة المصالح الألمانية وأن روسيا تخلت عن أي مطالبات لها فيها. في 23 مارس، اعترفت ألمانيا رسميًا بليتوانيا المستقلة على أساس إعلان 11 ديسمبر. ومع ذلك، كانت البلاد ما تزال محتلة من قبل القوات الألمانية، وما يزال المجلس لا يملك أي سلطة فعلية، وجرى التعامل معه كمجلس استشاري من قبل الألمان.